# 薩多韋 (布利茲紐基區)
48°49′41″N 36°34′54″E / 48.82806°N 36.58167°E
薩多韋（烏克蘭語：Садове）是位於烏克蘭東部的村莊，由哈爾科夫州洛佐瓦區的布利茲紐基市鎮負責管轄。該村始建於1862年，面積4.3平方公里，海拔高度177米，2001年人口985，人口密度每平方公里229.1人。